# Néstor Lorenzo
Néstor Gabriel Lorenzo (Ciudad Celina, Buenos Aires, 28 de febrero de 1966) es un exfutbolista y entrenador argentino. Se desempeñó como defensor. Actualmente dirige a la Selección Colombia.

## Trayectoria

### Como futbolista
Surgido de la cantera de Argentinos Juniors por sus exquisitas inferiores, y tras afianzarse en la Primera pasa al AS Bari de Italia. Luego fue al Swindon Town de Inglaterra. Más tarde integra la Selección Argentina y es titular en la obtención del subcampeonato en el Mundial de 1990. Luego vuelve a Argentina donde es contratado por San Lorenzo. En 1994 llega a Ferro, donde disputó 29 partidos y convirtió 4 goles.
A mediados de 1996 arribó a Boca Juniors. Su trayectoria se cerró defendiendo la camiseta de Quilmes en la temporada 1997-98 de la Primera B Nacional.

### Como asistente técnico
Tras su retiro como jugador se unió al cuerpo técnico de José Pékerman en la Selección sub-20 de Argentina. Posteriormente, sería asistente técnico de Carlos Aimar en el Leganés de España. Entre 2004 y 2018 continuó siendo el asistente técnico principal de Pékerman ocupando la vacante dejada por Hugo Tocalli, pasando por la Selección Argentina, Deportivo Toluca, Tigres de la UANL y la Selección Colombia.

### Como entrenador

#### Foot Ball Club Melgar
El 16 de diciembre de 2020 fue confirmado como nuevo entrenador de Foot Ball Club Melgar de la Liga1 de Perú. El Melgar de Arequipa pudo cosechar la clasificación a la Copa Sudamericana 2022 llegando a octavos de final de la misma. El 26 de mayo de 2022 iba líder de la liga peruana con 31 puntos en la tabla de posiciones.
El 2 de junio de 2022 se anunció que sería el nuevo entrenador de la Selección Colombia, después se informó que estaría con Melgar hasta el 6 de julio cuando finalizara el Torneo Apertura y la participación del equipo en octavos de final de la Copa Sudamericana 2022. El 3 de julio se coronaría campeón del Torneo Apertura 2022 en la última fecha luego de empatar 0-0 contra Alianza Atlético.

#### Selección Colombia
El 2 de junio de 2022 fue confirmado como nuevo entrenador de la Selección Colombia. El 24 de septiembre Colombia venció 4-1 a Guatemala en el inicio del trabajo. El técnico manifestó que lo más importante es que la selección sea fiel a la idea de juego. En mitad de 2024 Colombia perdió 1-0 con Argentina en tiempo extra y terminó subcampeón de la Copa América 2024.El técnico resaltó que la selección iba a seguir ejecutando la idea de juego. A finales de ese año y comienzos de 2025 el equipo cafetero atravesó por una dura crisis de resultados. Lorenzo se mostró preocupado por el rendimiento en el 2-2 contra Paraguay, deslizó que la selección debía recuperar la memoria.

##### Participaciones en Copa América
| Copa              | Selección          | Sede           | Resultado  |
| ----------------- | ------------------ | -------------- | ---------- |
| Copa América 2024 | Selección Colombia | Estados Unidos | Subcampeón |

## Estadísticas

### Como jugador

#### Clubes
| Club                         | Div.          | Temporada     | Liga  | Liga  | Copa Nacional | Copa Nacional | Copa Internacional | Copa Internacional | Total | Total |
| Club                         | Div.          | Temporada     | Part. | Goles | Part.         | Goles         | Part.              | Goles              | Part. | Goles |
| ---------------------------- | ------------- | ------------- | ----- | ----- | ------------- | ------------- | ------------------ | ------------------ | ----- | ----- |
| Argentinos Juniors Argentina | 1.ª           | 1985/86       | 10    | 0     | -             | -             | -                  | -                  | 10    | 0     |
| Argentinos Juniors Argentina | 1.ª           | 1986/87       | 5     | 0     | -             | -             | -                  | -                  | 5     | 0     |
| Argentinos Juniors Argentina | 1.ª           | 1987/88       | 27    | 1     | -             | -             | -                  | -                  | 27    | 1     |
| Argentinos Juniors Argentina | 1.ª           | 1988/89       | 25    | 0     | -             | -             | -                  | -                  | 25    | 0     |
| Argentinos Juniors Argentina | Total club    | Total club    | 67    | 1     | 0             | 0             | 0                  | 0                  | 67    | 1     |
| AS Bari · Italia             | 1.ª           | 1989/90       | 23    | 1     | 2             | 0             | -                  | -                  | 25    | 1     |
| AS Bari · Italia             | Total club    | Total club    | 23    | 1     | 2             | 0             | 0                  | 0                  | 25    | 1     |
| Swindon Town Inglaterra      | 2.ª           | 1990/91       | 20    | 2     | -             | -             | -                  | -                  | 20    | 2     |
| Swindon Town Inglaterra      | 2.ª           | 1991/92       | 4     | 0     | -             | -             | -                  | -                  | 4     | 0     |
| Swindon Town Inglaterra      | Total club    | Total club    | 24    | 2     | 0             | 0             | 0                  | 0                  | 24    | 2     |
| San Lorenzo Argentina        | 1.ª           | 1992/93       | 34    | 3     | -             | -             | -                  | -                  | 34    | 3     |
| San Lorenzo Argentina        | 1.ª           | 1993/94       | 29    | 0     | -             | -             | -                  | -                  | 29    | 0     |
| San Lorenzo Argentina        | Total club    | Total club    | 63    | 3     | 0             | 0             | 0                  | 0                  | 63    | 3     |
| Banfield Argentina           | 1.ª           | 1994/95       | 25    | 1     | -             | -             | -                  | -                  | 25    | 1     |
| Banfield Argentina           | Total club    | Total club    | 25    | 1     | 0             | 0             | 0                  | 0                  | 25    | 1     |
| Ferro Carril Oeste Argentina | 1.ª           | 1995/96       | 29    | 4     | -             | -             | -                  | -                  | 29    | 4     |
| Ferro Carril Oeste Argentina | Total club    | Total club    | 29    | 4     | 0             | 0             | 0                  | 0                  | 29    | 4     |
| Boca Juniors Argentina       | 1.ª           | 1996/97       | 14    | 0     | -             | -             | -                  | -                  | 14    | 0     |
| Boca Juniors Argentina       | Total club    | Total club    | 14    | 0     | 0             | 0             | 0                  | 0                  | 14    | 0     |
| Quilmes Argentina            | 1.ª           | 1997/98       | 0     | 0     | -             | -             | -                  | -                  | 0     | 0     |
| Quilmes Argentina            | Total club    | Total club    | 0     | 0     | 0             | 0             | 0                  | 0                  | 0     | 0     |
| Total carrera                | Total carrera | Total carrera | 245   | 12    | 2             | 0             | 0                  | 0                  | 247   | 12    |

#### Selección
| Olímpica Argentina             | 1988                        | —  | — | 4 | 0 | — | — | 4  | 0 |
| Olímpica Argentina             | Total                       | 0  | 0 | 4 | 0 | 0 | 0 | 4  | 0 |
| Mayores Argentina              | 1988                        | 4  | 0 | — | — | — | — | 4  | 0 |
| Mayores Argentina              | 1989                        | 3  | 0 | — | — | — | — | 3  | 0 |
| Mayores Argentina              | 1990                        | 3  | 0 | — | — | 3 | 0 | 6  | 0 |
| Mayores Argentina              | Total                       | 10 | 0 | 0 | 0 | 3 | 0 | 13 | 0 |
| Total Selecciones Argentina    | Total Selecciones Argentina | 10 | 0 | 4 | 0 | 3 | 0 | 17 | 0 |
| (1) Incluye: Juegos Olímpicos. |                             |    |   |   |   |   |   |    |   |

### Como asistente técnico
| Club               | País      | Año       | Asistente de  |
| ------------------ | --------- | --------- | ------------- |
| Selección Sub-20   | Argentina | 2000-2001 | José Pekerman |
| Leganés            | España    | 2003-2004 | Carlos Aimar  |
| Selección absoluta | Argentina | 2004-2006 | José Pekerman |
| Toluca             | México    | 2007-2008 | José Pekerman |
| Tigres de la UANL  | México    | 2009      | José Pekerman |
| Selección absoluta | Colombia  | 2012-2018 | José Pekerman |

### Como entrenador

#### Clubes
| Equipo            | Div.         | Temporada    | Liga | Liga | Liga | Liga | Liga |    | Copa | Copa | Copa | Copa |    | Internacional | Internacional | Internacional | Internacional | Internacional |   | Otros | Otros | Otros | Otros |    | Totales     | Totales | Totales | Totales | Totales | Totales | Totales | Totales |
| Equipo            | Div.         | Temporada    | PD   | G    | E    | P    | Pos. | PD | G    | E    | P    | PD   | G  | E             | P             | Pos.          | PD            | G             | E | P     | PD    | G     | E     | P  | Rendimiento | GF      | GC      | Dif.    |         |         |         |         |
| ----------------- | ------------ | ------------ | ---- | ---- | ---- | ---- | ---- | -- | ---- | ---- | ---- | ---- | -- | ------------- | ------------- | ------------- | ------------- | ------------- | - | ----- | ----- | ----- | ----- | -- | ----------- | ------- | ------- | ------- | ------- | ------- | ------- | ------- |
| FBC Melgar · Perú | 1.ª          | 2021         | 26   | 11   | 7    | 8    | 5.º  | 1  | 0    | 0    | 1    | 8    | 5  | 1             | 2             | FG            | -             | -             | - | -     | 35    | 16    | 8     | 11 | 53.33%      | 58      | 37      | +21     |         |         |         |         |
| FBC Melgar · Perú | 1.ª          | 2022         | 18   | 13   | 2    | 3    | Inc. | -  | -    | -    | -    | 10   | 6  | 2             | 2             | Inc.          | -             | -             | - | -     | 28    | 19    | 4     | 5  | 72.62%      | 37      | 19      | +18     |         |         |         |         |
| FBC Melgar · Perú | Total        | Total        | 44   | 24   | 9    | 11   | -    | 1  | 0    | 0    | 1    | 18   | 11 | 3             | 4             | -             | -             | -             | - | -     | 63    | 35    | 12    | 16 | 61.91%      | 95      | 56      | +39     |         |         |         |         |
| Total Clubes      | Total Clubes | Total Clubes | 44   | 24   | 9    | 11   | -    | 1  | 0    | 0    | 1    | 18   | 11 | 3             | 4             | -             | -             | -             | - | -     | 63    | 35    | 12    | 16 | 61.91%      | 95      | 56      | +39     |         |         |         |         |
| 1. 2.             |              |              |      |      |      |      |      |    |      |      |      |      |    |               |               |               |               |               |   |       |       |       |       |    |             |         |         |         |         |         |         |         |

#### Selecciones
| Colombia        | 2022            | - | - | - | - | -   | -  | - | - | - | - | - | - | - | - | 3  | 3  | 0 | 0 | 3  | 3  | 0  | 0 | 100%   | 9  | 3  | +6  |
| Colombia        | 2023            | - | - | - | - | -   | 6  | 3 | 3 | 0 | - | - | - | - | - | 7  | 5  | 2 | 0 | 13 | 8  | 5  | 0 | 74.36% | 17 | 8  | +9  |
| Colombia        | 2024            | 6 | 4 | 1 | 1 | 2.º | 6  | 2 | 1 | 3 | - | - | - | - | - | 4  | 4  | 0 | 0 | 16 | 10 | 2  | 4 | 66.67% | 33 | 13 | +20 |
| Colombia        | 2025            | - | - | - | - | -   | 4  | 0 | 3 | 1 | - | - | - | - | - | 0  | 0  | 0 | 0 | 4  | 0  | 3  | 1 | 25%    | 4  | 5  | -1  |
| Total Selección | Total Selección | 6 | 4 | 1 | 1 | -   | 16 | 5 | 7 | 4 | - | - | - | - | - | 14 | 12 | 2 | 0 | 36 | 21 | 10 | 5 | 67.59% | 63 | 29 | +34 |

#### Resumen estadístico
| Equipo             | País              | Periodo                 | Periodo            | Totales | Totales | Totales | Totales | Totales     | Totales | Totales | Totales |
| Equipo             | País              | Desde                   | Hasta              | PD      | PG      | PE      | PP      | Rendimiento | GF      | GC      | DG      |
| ------------------ | ----------------- | ----------------------- | ------------------ | ------- | ------- | ------- | ------- | ----------- | ------- | ------- | ------- |
| FBC Melgar         | Perú              | 16 de diciembre de 2020 | 6 de julio de 2022 | 63      | 35      | 12      | 16      | 61.91%      | 95      | 56      | +39     |
| Selección absoluta | Colombia          | 7 de julio de 2022      | Presente           | 36      | 21      | 10      | 5       | 67.59%      | 63      | 29      | +34     |
| Consolidado Total  | Consolidado Total | Consolidado Total       | Consolidado Total  | 99      | 56      | 22      | 21      | 63.98%      | 158     | 85      | +73     |

## Palmarés

### Como jugador

#### Copas internacionales
| Título              | Club               | País      | Año  |
| ------------------- | ------------------ | --------- | ---- |
| Copa Interamericana | Argentinos Juniors | Argentina | 1986 |
| Copa Mitropa        | AS Bari            | Italia    | 1990 |

### Como entrenador

#### Campeonatos nacionales
| Título          | Club            | País | Año  |
| --------------- | --------------- | ---- | ---- |
| Torneo Apertura | F. B. C. Melgar | Perú | 2022 |

## Presencia en los medios
| Título         | Periodo                           | Cadena | Rol       | Ref.   |
| -------------- | --------------------------------- | ------ | --------- | ------ |
| Balón Dividido | Marzo de 2019 a noviembre de 2020 | ESPN   | Panelista | [ 16 ] |